# María del Rosario Hernández Barrón
María del Rosario Hernández Barrón (Culiacán, Sinaloa, 24 de diciembre de 1948-2019) fue una política mexicana, miembro del Partido Revolucionario Institucional (PRI). Fue diputada federal de 1979 a 1982.

## Biografía
Realizó sus estudios de primaria en la escuela «Agustina Ramírez» de Culiacán, y la secundaria, preparatoria y licenciatura en Derecho en la Universidad Autónoma de Sinaloa (UAS). Se desempeñó como docente de la escuela preparatoria de la misma UAS.
Ocupó los cargos de secretaria de Educación Electoral del comité municipal del PRI en Culiacán y fue secretaria general de la Asociación Nacional Femenil Revolucionaria (ANFER) en Sinaloa. En el gobierno del estado ocupó el cargo de jefa de la Denfensoría Pública.
En 1979 fue postulada candidata del PRI a diputada federal por el Distrito 8 de Sinaloa. resultando elegida a la LI Legislatura de dicho año al de 1982.